# سيا موراكامي
سيا موراكامي (باليابانية: 村上 聖弥) (مواليد 25 ديسمبر 1990) هو لاعب كرة قدم ياباني.

## وصلات خارجية
- سيا موراكامي على موقع رابطة كرة القدم اليابانية للمحترفين (اليابانية)
- سيا موراكامي على موقع قاعدة بيانات كرة القدم.إي يو (الإنجليزية)
- سيا موراكامي على موقع Soccerway.com (الإنجليزية)